# پیدادانه‌ها
دلوسپرما(نام علمی: Delosperma) نام یک سرده از تیره علف‌فرشیان است.

## نگارخانه

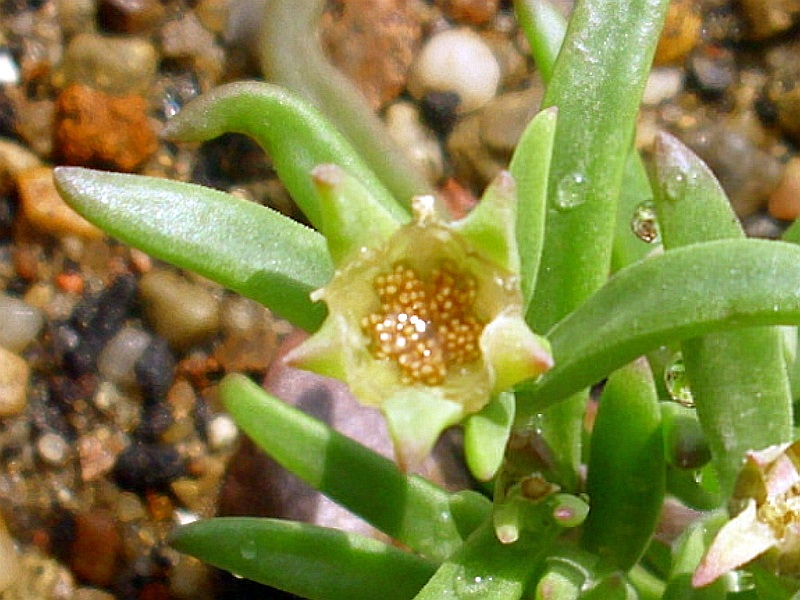
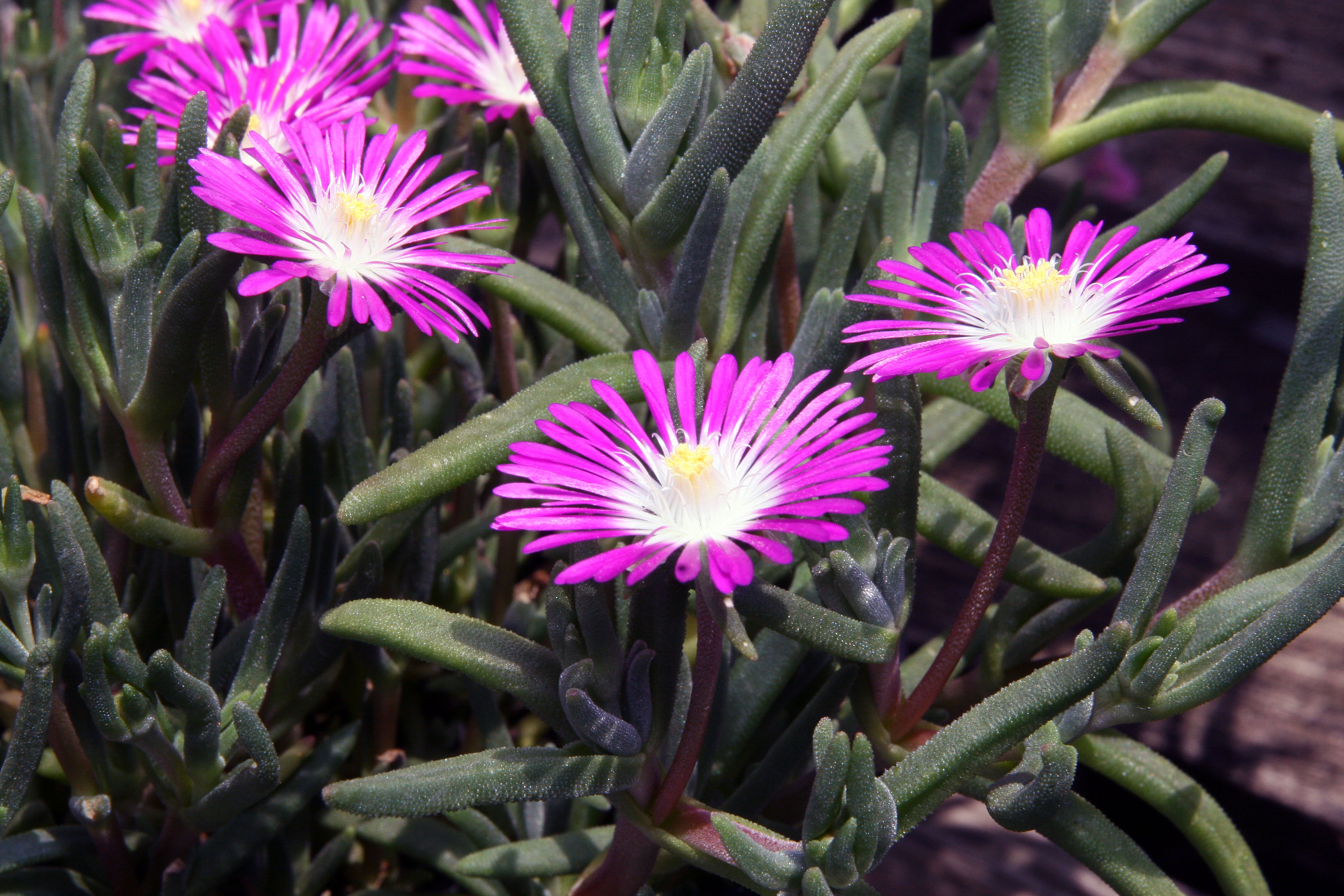
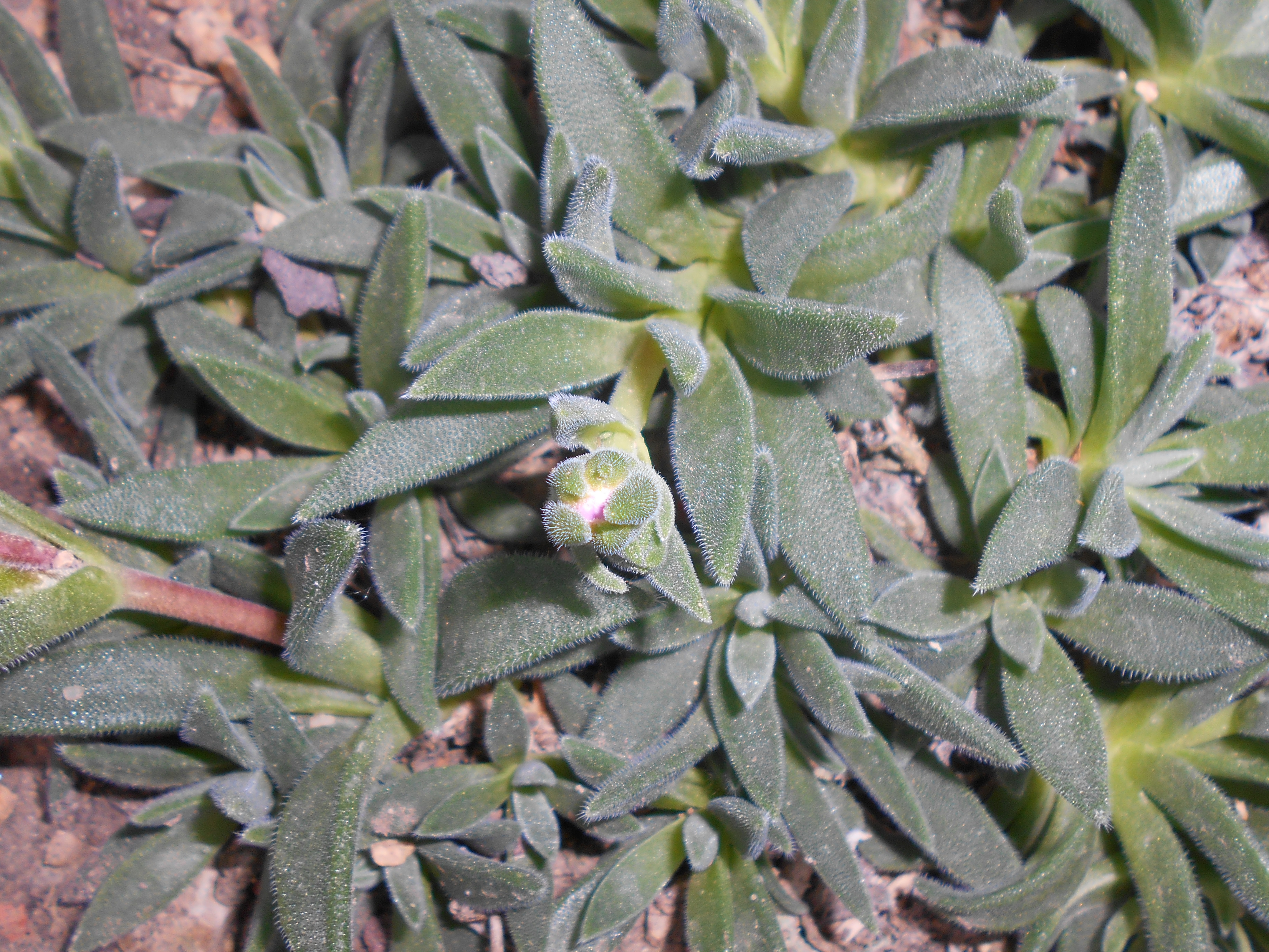
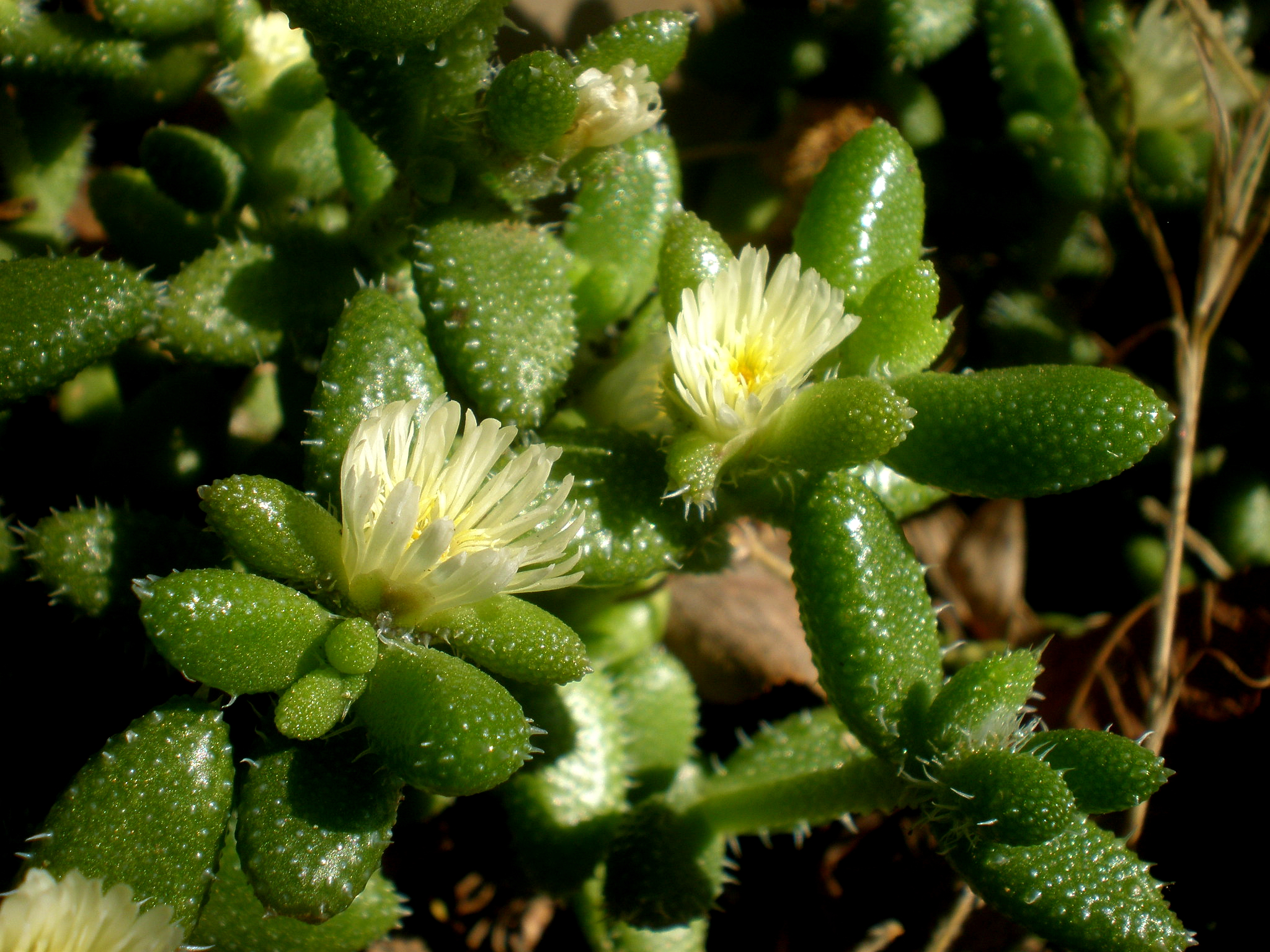